# Vortex (Gebäude)

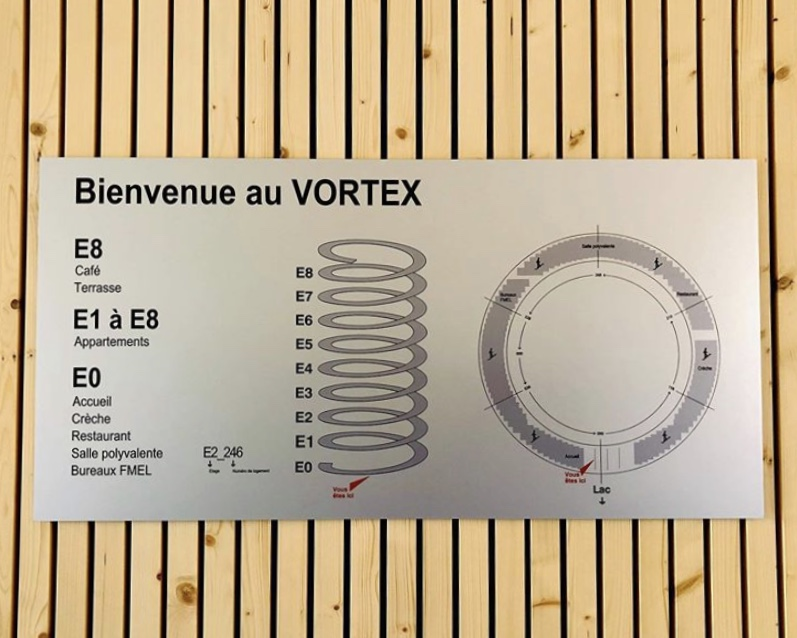
Plan des Gebäudes

Vortex ist ein Studentenwohnheim in der schweizerischen Gemeinde Chavannes-près-Renens für rund 1000 Studenten auf dem Campus Lausanne der beiden Hochschulen EPFL und UNIL. Neben der Grösse zeichnet sich das Gebäude durch seine wendelförmige Bauweise aus. Die Geschossebenen steigen kreisförmig leicht an, daher kommt der Name «Vortex», deutsch «Wirbel».

## Beschreibung
Das Gebäude beherbergt auf zehn Ebenen 712 Zimmer, darunter Einzelzimmer und Studios sowie Wohngemeinschaften, welche mit zwei bis vier Zimmern ausgestattet sind. Es gibt rund 2400 m² Gemeinschaftsflächen, z. B. für Kinder sowie Geschäfte, Cafés und einen Lesesaal. In unmittelbarer Nähe befindet sich eine Haltestelle der Métro Lausanne. Auch Mitarbeiter der Universitäten sind als Mieter zugelassen.
Der wendelförmige Aufgang ist insgesamt 2,8 km lang. Es gibt je einen Aufgang auf der Innen- und Aussenseite. Der Durchmesser des kreisförmigen Gebäudes beträgt 137 m. Das Dach ist mit 1200 Solarpaneelen bestückt; die Heizung erfolgt über eine Wärmepumpe, die das Wasser des Genfersees nutzt.

## Geschichte
Der Kanton Waadt initiierte 2014 das Vorhaben. Das Architekturbüro von Jean-Pierre Dürig gewann 2015 den Wettbewerb für die Planung und den Bau des Gebäudes. Die Durchführung erfolgte zusammen mit dem Büro Itten+Brechbühl SA. Die Verkleidung der Fassade mit einer vorgefertigten Holzkonstruktion plante Ingenieur Jean-Luc Sandoz, die Ausführung erfolgte durch seine Firma Ecotim. Die Kosten betrugen 156 Millionen Franken. Sie wurden im Wesentlichen durch den Kanton, insbesondere durch dessen Pensionskasse, getragen.
Die Fertigstellung des Gebäudes wurde im Herbst 2019 gefeiert. Im Januar 2020 diente es als Olympisches Dorf für die Athleten der Olympischen Jugend-Winterspiele 2020 in Lausanne. Danach wurde es ab April 2020 als Notunterkunft für Pflegekräfte in Zusammenhang mit der COVID-19-Pandemie genutzt. Ab August 2020 zogen die ersten Studenten der beiden Universitäten ein.
Die innere Rampe dient inzwischen alljährlich für einen Laufwettbewerb unter dem Namen «Vortex Race». Einschliesslich Startbereich muss eine Strecke von drei Kilometern in der Wendel hochgelaufen werden. Der Sieger des Einzelrennens 2023 benötigte gut neuneinhalb Minuten für die Strecke.
Das Gebäude erhielt mehrere Auszeichnungen, unter anderem die Gold-Auszeichnung in der Kategorie «Excellent Architecture» des German Design Award 2023.